# Patrick Cockburn
Patrick Oliver Cockburn (5 de marzo de 1950) es un periodista irlandés que ha estado trabajando en el Oriente Medio como corresponsal para el Financial Times y, desde 1991 para The Independent. También ha sido corresponsal en Moscú, Washington y es un frecuente contribuidor de la revista London Review of Books.
Ha escrito tres libros sobre la reciente historia de Irak. Ganó el premio Martha Gelljorn de periodismo en 2005, el Premio James Cameron de periodismo en 2006, el premio Orwell en 2009, también fue elegido como el comentarista extranjero del año (Premios del periodismo Británico 2014) y el Premio al Reportero del año en 2014, dicho galardón es entregado durante los "Press Awards".

## Familia y primeros años
Cockburn nació en Irlanda y creció en County Cork, Irlanda. Sus padres fueron el conocido autor socialista y periodista, Claud Cockburn y su tercera esposa, Patricia Byron, quien escribió una autobiografía llamada, Figure of Eight. Fue educado en el Colegio Glenalmond, en Perthshire y en el Colegio Trinity en Oxford. Fue un estudiante de investigación en el Instituto Irlandés, en la Universidad Queens de Belfast de 1972 a 1975.
Cockburn se casó en 1981 con Janet Elisabeth Monteflore(14 de noviembre de 1948), fue profesora de literatura inglesa en la Universidad de Kent, Canterbury, fue hija del obispo Hugh Monteflore. Tuvieron dos hijos, Henry Cockburn (4 de enero de 1982) y Alexander Cockburn (17 de abril de 1987). Tuvo dos hermanos, quienes también fueron periodistas. El mayor, Alexander Cockburn, murió en 2012, el menor es Andrew Cockburn, también tuvo una media hermana, la escritora Sarah Caudwell. Las periodistas, Laura Flanders y Stephanie Flanders, son sus sobrinas, hijas de su media hermana, Claudia Flanders, también, la abogado de derechos civiles Chloe Cockburn y actriz Olivia Wilde son sus sobrinas, hijas de Andrés y Leslie Cockburn.

## Escritos
Cockburn ha escrito tres libros sobre Irak. El primero,  Out of the Ashes: La resurrección de Saddam Hussein , fue escrito con su hermano Andrew Cockburn antes de la  guerra en Irak. El mismo libro fue posteriormente republicado en Gran Bretaña con el título  Saddam Hussein: An American Obsession . Dos más fueron escritos por Patrick, después de la invasión de Estados Unidos, a raíz de sus reportajes de Irak.  La Ocupación: Guerra y la Resistencia en Irak  (2006) mezcla relatos de primera mano con la presentación de informes. El libro de Cockburn es crítico de la invasión, así como la  salafistas fundamentalistas que componen gran parte de la insurgencia.  La Ocupación  fue nominado para los National Book Critics Circle en 2006, en la categoría de no ficción. El segundo,  Muqtada: Muqtada al-Sadr, el Shia Revival, y la lucha por Irak , fue publicado en 2008.  Muqtada  es un relato periodístico de la historia reciente de la Sadr religiosa y políticamente prominente  familia Sadr, el regreso de  Muqtada, y el desarrollo de los  movimiento sadrista. También ha escrito Isis. El retorno de la yihad (2014), traducido a nueve idiomas, y  El ascenso de Estado Islámico: ISIS y la nueva revolución sunita (2015). Ambos son acerca de cómo el grupo terrorista Estado Islámico de Irak y el Levante (ISIS, o EI) fue capaz de crear su propio estado en el norte de Irak y el este de Siria.
Ha escrito su autobiografía, "The Broken Boy" (2005) la cual describe su niñez en la Irlanda de 1950, también de una investigación de cómo manejó el polio y cómo le hizo para sobrevivir a la enfermedad en 1956. También ha publicado una colección de ensayos sobre la Unión Soviética, titulado  Getting Russia Wrong: El fin de la kremlinología  (1989). También, junto con su hijo Henry, escribió  Henry’s Demons: Living with Schizophrenia, A Father and Son’s Story lo que explica su llegada a un acuerdo con el diagnóstico de este Estado a la esquizofrenia. Además escribe para CounterPunch y el London Review of Books.

## Premios
- 2014 Reportero extranjero del año (The Press Awards).
- 2014 Periodista del año en relaciones exteriores (Premios del Periodismo británico UK Press Gazette).
- 2013 Comentarista extranjero del año (Editorial Intelligence Comment Awards).
- 2011 Costa Book Awards, Biografía, 'Henry’s Demons: Living with Schizophrenia, A Father and Son’s Story (con Henry Cockburn).
- 2010 Consejo Internacional para la prensa y la transmisión, ganó el Premio por la transmisión a través de un medio.[6]
- 2009 Premio Orwell, por la cobertura de Irak y el texto de su hijo con esquizofrenia.[7]
- 2006 The National Book Critics Circle Award, literatura no novelesca The Occupation: War and Resistance in Iraq.
- 2006 Premio James Cameron[1]
- 2005 Martha Gellhorn Prize[1]